# Unité urbaine du Bois-Plage-en-Ré
L'unité urbaine du Bois-Plage-en-Ré est une unité urbaine française constituée par la commune du Bois-Plage-en-Ré, petite ville de l'île de Ré, située dans le nord-ouest de la Charente-Maritime.

## Données générales
En 2010, l'INSEE a procédé à une redéfinition des zonages des unités urbaines de la France; celle du Bois-Plage-en-Ré est demeurée inchangée et forme donc une ville isolée selon la nomenclature de l'Insee qui lui a donné le code 17104. 
C'est au recensement de 1999 que Le Bois-Plage-en-Ré a été catégorisée comme unité urbaine; elle comptait alors 2 235 habitants. 
Par sa population, elle est l'avant dernière unité urbaine la plus peuplée de l'île de Ré, se situant au quatrième rang des unités urbaines de l'île se classant après La Flotte, Ars-en-Ré et Sainte-Marie-de-Ré.
En 2007, avec 2 303 habitants, elle constitue la 29e unité urbaine de Charente-Maritime et appartient à la catégorie des unités urbaines de 2 000 à 4 999 habitants.
Sa densité de population qui s'élève à 189 hab/km² en 2007 en fait une unité urbaine densément peuplée pour la Charente-Maritime.

## Délimitation de l'unité urbaine de 2010
Unité urbaine du Bois-Plage-en-Ré dans la délimitation de 2010 et population municipale de 2007
| Commune urbaine     | Superficie | Population | Densité de population | Statut       |
| ------------------- | ---------- | ---------- | --------------------- | ------------ |
| Le Bois-Plage-en-Ré | 12,18 km²  | 2 303 hab. | 189 hab/km²           | Ville isolée |

## Sources et références
1. ↑  Composition de l'unité urbaine du Bois-Plage-en-Ré en 2010 - Source : Insee